# Patrick Palmero
Pour les articles homonymes, voir Palmero.

Patrick Palmero est un comédien français de théâtre, cinéma et télévision.

## Filmographie

### Cinéma
- 1987 : Camille Claudel : le photographe
- 1989 : Rendez-vous au tas de sable : le présentateur
- 1989 : Moitié-moitié
- 2003 : Violence des échanges en milieu tempéré : Ponte Mc Gregor
- 2006 : Quatre Étoiles : Roberto
- 2007 : De l'autre côté du lit

### Télévision
- 1979 : Médecins de nuit de Nicolas Ribowski, épisode : Le livre rouge (série télévisée)
- 1984 : Irène et Fred, téléfilm de Roger Kahane
- 1991 : Cas de divorce : Maître Laval
- 1991 : Tribunal : Maître Lemercier
- 1993 : Seconde B : Bertrand Martel
- 1994 : Julie Lescaut, saison 3, épisode 1 : Ville basse, ville haute, de Josée Dayan — Client hôtel
- 1995 : La Philo selon Philippe : Monsieur Gautrat
- 1998 : La Poursuite du vent de Nina Companeez
- 1999 : Le Secret de Saint-Junien
- 1999 : H, saison 2, épisode 3
- 2000 : Les Cordier, juge et flic, saison 7, épisode 4 : Lames de fonds
- 2000 : Joséphine, ange gardien, Pour l'amour d'un ange
- 2004 : Maigret, saison 14, épisode 4
- 2004 : Commissaire Moulin
- 2006 : Avocats et Associés
- 2010 : Section de recherches
- 2013 : HÔTEL Parad'Isula : l'Artiste

## Théâtre
- 1973 : Dom Juan de Molière, mise en scène René Lesage, Comédie des Alpes
- 1974 : Le Siècle des lumières de Claude Brulé, mise en scène Jean-Laurent Cochet, Théâtre du Palais-Royal
- 2008 : Jacques et son maître de Milan Kundera, mise en scène Nicolas Briançon, Théâtre 14 Jean-Marie-Serreau
- 2010 : Ubu roi d'Alfred Jarry, mise en scène Franck Berthier,  Vingtième Théâtre